# Sockel 495
Der Sockel 495  (offiziell µPGA2) ist der Prozessorsockel für Intels Mobilprozessoren der Baureihen Intel Pentium III und Intel Celeron M. Als Nachfolger wurde der Sockel M eingeführt.
Der Sockel 495 wurde auch in Microsofts Xbox Spielekonsole verbaut, aber im Chipgehäuse eines Ball grid array (BGA) ausgeführt.